# Ruellia bulbifera
Ruellia bulbifera är en akantusväxtart som beskrevs av Gustav Lindau. Ruellia bulbifera ingår i släktet Ruellia och familjen akantusväxter. Inga underarter finns listade i Catalogue of Life.